# Fabbisogno energetico umano
Il fabbisogno energetico umano viene definito come l'apporto di energia di origine alimentare necessario a compensare il dispendio energetico di individui che mantengano un livello di attività fisica sufficiente per partecipare attivamente alla vita sociale ed economica e che abbiano dimensioni e composizione corporee compatibili con un buono stato di salute a lungo termine.

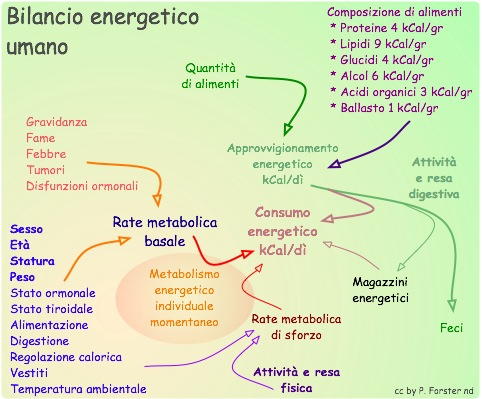
Bilancio energetico umano.

La prima immagine raggruppa i fattori rilevanti riguardo al bilancio energetico umano.
Si nota l'implicazione di molti fattori:
- il consumo metabolico a riposo, indicato come metabolismo basale, che rappresenta il 60-70% del totale, escludendo gli stati straordinari e patologici.
- l'effetto termogenico indotto dal movimento, indicato come metabolismo cinetico (tra cui lo sport e l'attività lavorativa), che rappresenta il 15-30%.
- la termogenesi indotta dagli alimenti (tenendo conto dell'attività motoria e della resa digestiva che varia a seconda del cibo), che rappresenta il 5-15%, e viene perciò trascurata insieme ai fattori ancor meno rilevanti quantitativamente .

## Modello fisico
Trascurando per ora il sistema di controllo che considereremo alla fine, il punto di partenza teorico è molto meccanicistico e assimila il corpo umano a una macchina termica: la potenza termica media equivalente Q(v, t) in ingresso dal metabolismo di un vivente considerati questi fattori va in condizioni normali a bilanciare la dissipazione di potenza dell'organismo verso l'ambiente e la produzione di potenza meccanica (l'attività fisica), senza apprezzabile immagazzinamento o consumo di riserve a lungo termine di lipidi. Assumiamo inoltre il sistema metabolico non patologico come stazionario, almeno per un periodo dell'ordine del giorno solare, essendo i pasti regolari ogni giorno. Il fabbisogno medio giornaliero risulta quindi una stima del fabbisogno energetico umano chimico ottenuto come prodotto tra questa potenza media e la durata del giorno, molto utilizzato a fini pratici in campo tecnico, e ancora misurato in calorie.
In sintesi, il fabbisogno energetico giornaliero è {\displaystyle \langle {\dot {Q}}(v)\rangle \cdot 1d}, in cui la potenza termica totale richiesta in ingresso vale:
{\displaystyle \langle {\dot {Q}}(v)\rangle \sim \langle {\dot {Q}}_{0}\rangle +\langle {\frac {\partial {\dot {Q}}}{\partial v}}v\rangle }
in cui {\displaystyle \langle {\dot {Q}}_{0}\rangle }è la potenza media (nel tempo) basale, {\displaystyle \langle {\frac {\partial {\dot {Q}}}{\partial v}}v\rangle } la potenza media cinetica. 
Questo non è altro che uno sviluppo in serie di Taylor troncato al prim'ordine della potenza termica in funzione della velocità, trascurando la dipendenza dal tempo poiché di fatto ha con buona approssimazione periodo pari a 24 ore.

## Fabbisogno basale

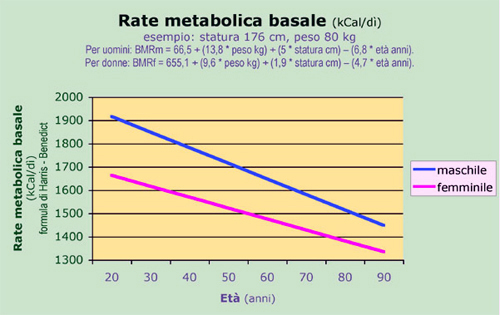
Tasso metabolico basale (Basic Metabolic Rate BMR) in funzione di sesso, peso ed età (kcal/d).

Il metabolismo basale è influenzato da vari fattori:
- Sesso G: nella donna è inferiore rispetto all'uomo
- Massa corporea M: in realtà andrebbe considerata principalmente la massa muscolare, anche per questo si introduce la
- Statura H
- Eta T: diminuisce gradualmente con l'età
- Clima: il metabolismo basale è più elevato nelle regioni con clima freddo rispetto a quelle con clima caldo
- Stato nutrizionale: durante il digiuno e nei casi di iponutrizione (ad esempio nelle diete troppo "povere") il metabolismo basale si abbassa;
- Stato ormonale: gli ormoni tiroidei aumentano il metabolismo basale.

La formula empirica di Harris-Benedict, la più usata in campo tecnico, tiene in considerazione solamente i primi tre fattori e non gli altri due che sono ambientali (esterni al sistema metabolico). Quindi considera:
{\displaystyle \langle {\dot {Q}}_{0}\rangle (M,H,T)}
Nella forma usuale si esplicita il fabbisogno energetico basale giornaliero umano:
- Per le donne: {\displaystyle \langle {\dot {Q}}_{0}\rangle \cdot 1d=655,095kcal+(9,5634{\frac {kcal}{kg}}\cdot M)+(1,8496{\frac {kcal}{cm}}\cdot H)-(4,6756{\frac {kcal}{y}}\cdot T)}
- Per gli uomini: {\displaystyle \langle {\dot {Q}}_{0}\rangle \cdot 1d=66,473kcal+(13,7516{\frac {kcal}{kg}}\cdot M)+(5,0033{\frac {kcal}{cm}}\cdot H)-(6,775{\frac {kcal}{y}}\cdot T)}
- Per i bambini: {\displaystyle \langle {\dot {Q}}_{0}\rangle \cdot 1d=22,10kcal+(31,05{\frac {kcal}{kg}}\cdot M)+(1,16{\frac {kcal}{cm}}\cdot H)}

La stessa formula convertita nel Sistema Internazionale ci descrive la potenza media basale umana:
- Per le donne: {\displaystyle \langle {\dot {Q}}_{0}\rangle =31,724} W {\displaystyle +({\frac {0,46312W}{kg}}\quad M)+({\frac {8,9569W}{m}}\quad H)-({\frac {0.22642W}{y}}\quad T)}
- Per gli uomini: {\displaystyle \langle {\dot {Q}}_{0}\rangle =3,219} W {\displaystyle +({\frac {0.66593W}{kg}}\quad M)+({\frac {24,229W}{m}}\quad H)-({\frac {0.32809W}{y}}\quad T)}
- Per i bambini: {\displaystyle \langle {\dot {Q}}_{0}\rangle =1,070} W {\displaystyle +({\frac {1,504W}{kg}}\quad M)+({\frac {5,62W}{m}}\quad H)}

L'immagine rende l'idea delle variazioni della componente metabolica basale, differenziata per sesso ed età:
si nota che la differenza delle medie statistiche tra uomini e donne è del 10-15% e con l'aumento della differenza di età (tra 18 e 100 anni) incrementa del 15%. La statistica indica che la metà delle persone è al di sopra e l'altra metà al di sotto di questa percentuale. I dati riferiti al metabolismo basale sono riferiti a un ambiente in condizioni standard, in modo da trascurare la variabilità del rendimento digestivo (ossia la percentuale di energia dispersa con le feci). Esistono in effetti pochissime misure che rilevano la quantità di energia degli alimenti che non viene sfruttata e che lascia il corpo attraverso le feci. Sembra che le differenze individuali possano anche essere notevoli.

## Fabbisogno cinetico

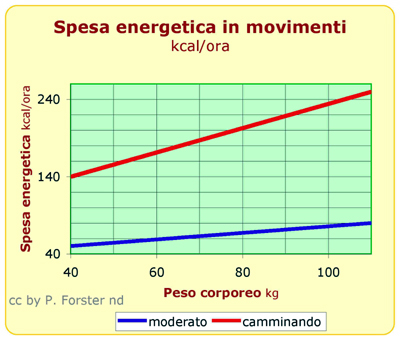
Spesa energetica correlata al tipo di attività fisica.

La seconda componente per rilevanza è il metabolismo cinetico, normalmente pari a circa 2/3 del basale. Esistono alcune tabelle (redatte da istituti sportivi), che danno un'approssimazione abbastanza fedele. Il problema individuale è dato dal determinare la somma di diversi sforzi in 24 ore e la stima della resa degli sforzi che è evidentemente diversa, in persone allenate o meno, tenendo in considerazione le variabili legate all'abbigliamento e alle temperature ambientali. Una stima efficace in leggero eccesso viene usualmente ottenuta dalla potenza media {\displaystyle \langle P\rangle }richiesta dall'attività lavorativa (eventualmente mediata con quella sportiva) poiché essa impegna solitamente la maggior parte del dì, per un fattore di carico f (numero di ore di veglia su 24), trascurando il genere, la massa, la statura e l'età:
{\displaystyle \langle {\frac {\partial {\dot {Q}}}{\partial v}}v\rangle (P,w)=f\langle P\rangle }
In seconda approssimazione è meglio ricorrere almeno a una dipendenza lineare dalla massa, giustificata dai dati della figura accanto riguardanti la semplice camminata, e magari a un dato sul rendimento cinetico variabile soprattutto in ambito sportivo a seconda dell'allenamento muscolare.

## Esempi approssimati
- Donna 94 kg, 1,80 m, 46 anni; (casalinga) 85 kcal/h, (veglia) 16 h:
  - Fabbisogno giornaliero basale 1 680 kcal cioè una potenza media circa: {\displaystyle \langle {\dot {Q}}_{0}\rangle =(31,724+0,46312\cdot 94+8,9569\cdot 1,80-0.22642\cdot 46)W\sim }81 W;
  - Fabbisogno giornaliero cinetico 1 370 kcal cioè una potenza media giornaliera di circa {\displaystyle \langle {\frac {\partial {\dot {Q}}}{\partial v}}v\rangle =(1,162\cdot 85)\,W\cdot {\frac {16}{24}}\sim }66 W;
  - Totale fabbisogno giornaliero 3 050 kcal con una potenza media di circa {\displaystyle \langle {\dot {Q}}\rangle \sim } 147 W
- Uomo 96 kg, 1,60 m, 57 anni (lavoro sedentario in locale climatizzato) 65 kcal/h, (veglia) 17 h: 
  - Fabbisogno giornaliero basale 1 800 kcal cioè una potenza media circa {\displaystyle \langle {\dot {Q}}_{0}\rangle =(3,219+0.66593\cdot 96+24,229\cdot 1,60-0.32809\cdot 57)\,W\sim }87 W;
  - Fabbisogno giornaliero 1 100 kcal cioè una potenza media di circa {\displaystyle \langle {\frac {\partial {\dot {Q}}}{\partial v}}v\rangle =(1,162\cdot 65)\,W\cdot {\frac {17}{24}}\sim }54 W;
  - Totale fabbisogno energetico giornaliero 2 900 kcal con una potenza media di circa {\displaystyle \langle {\dot {Q}}\rangle \sim } 141 W

## Valutazione di dati calorici alimentari
- Le tabelle alimentari danno un'idea statistica approssimativa riguardo al contenuto energetico (calorico) degli alimenti. Come detto, essendo esse approssimative, non hanno una sufficiente affidabilità.
- Anche i consigli dietetici sul fabbisogno energetico individuale sono poco affidabili; oggigiorno è impossibile infatti determinare il fabbisogno individuale concreto con strumenti accessibili, al massimo è fattibile un'approssimazione statistica della rata metabolica basilare, considerando massa corporea ed età. La stima della rata metabolica di sforzo non è precisa e la resa digestiva non è nota per ogni singola persona.
- Per quanto detto, i dati devono essere considerati come indicazioni di massima.

## L'appetito: funzione e disturbi

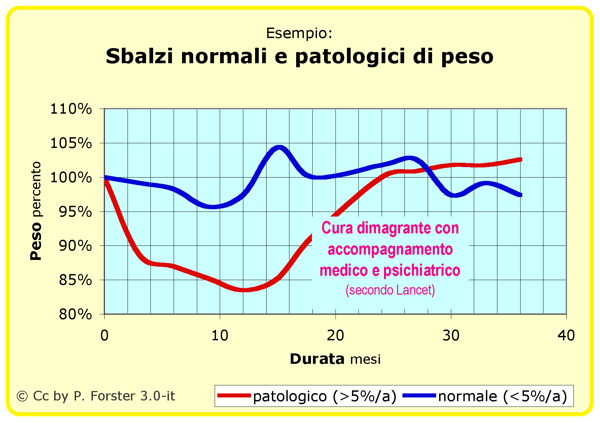
Esempio di variazioni di massa "normali" e patologici.

Il sistema di controllo energetico è basato sull'appetito: in questa sensazione sono integrati tantissimi elementi, non solo biologici, ma anche economici e socioculturali. Il corpo animale è un sistema retroazionato come si è visto linearmente dove il regolatore è l'ipotalamo che interviene con un ritardo dell'ordine dell'ora (è stazionario quindi solo su scale temporali maggiori) sulla variabile rappresentata dal cibo. Disturbi sul regolatore sono i fattori abitudinari, sociali e culturali, che da un'altra prospettiva a loro volta si integrano come altri regolatori, che sono decisivi nel caso dei grandi obesi oppure nei casi di eccessivo sottopeso e hanno un rilevante rischio di destabilizzare il sistema in modo irreversibile con conseguenze letali. Proprio l'inerzia del sistema fa sì che abbia senso parlare di stabilità solo sul lungo periodo, e che quest'ultima non sia assolutamente scontata.
Banalmente quindi il sistema di controllo fisiologico può non risultare asintoticamente stabile, nel qual caso va integrato con un regolatore conscio: la dieta, che si sovrappone e spesso è in grado di sovrastare l'appetito, diventando meccanismo dominante. L'analisi va ripetuta sul sistema modificato, perché né la stabilità né tantomeno il miglioramento sono assicurati a priori. Il buon funzionamento del sistema di controllo energetico si evince dalla sua uscita, rappresentata dal peso corporeo: negli adulti, sbalzi oltre circa il 5% annuo (in più o in meno) vanno analizzati poiché possono essere patologicamente indicativi. Sbalzi in eccesso possono indicare un'alimentazione iperenergetica (ipercalorica), sbalzi in difetto un'alimentazione ipocalorica.